# Scooter
Scooter — німецький музичний гурт, виконує танцювальну музику. створений у 1993 році. Один з найуспішніших колективів Німеччини.

## Історія

### 1986–1993
До цього H.P. Baxxter і Rick J. Jordan займалися ремейкерством. У 1988 році вони об'єдналися в колектив під назвою Celebrate The Nun. Вони досягали успіху. Їх назва навіть з'являлася в американських танцювальних чартах. H.P. Baxxter незабаром кинув коледж, оскільки був захоплений тільки музикою, і весь час віддавав працюючи над нею. У 1989 році виходить перший альбом команди Celebrate The Nun який називався «Meanwhile». Продюссером цього альбому був Axel Henninger, раніше працюючий з гуртом Camouflage. Їх другий і останній альбом — «Continuous» вийшов в 1991 році. Незабаром про них надрукували в одному з відомих музичних журналах — «Billboard». Вирішивши йти в цьому напрямі серйозно, вони запросили в свій колектив ще двох хлопців. Це були: Jens Thele і двоюрідний брат H.P. Baxxter'a — Ferris Bueller. Разом вони стали називати себе The Loop!, і створювали ремікси на музичні теми таких виконавців, як Tag Team, Toni Di Bart, Marky Mark і інших. В кінці 1993 року колективу запропонували створити нову версію голландської композиції «Vallee Des Larmes». Саме цей проект і дав коріння для створення нового гурту. H.P. Baxxter, Ferris Bueller та Rick J. Jordan стали виступати назвавши свій гурт — Scooter, а Jens Thele став їхнім менеджером.

### 1994–1998
Про німецький гурт «Scooter» весь світ дізнався після виходу у світ альбому «…And The Beat Goes On!» у 1995 році. Команда відразу отримала безліч прихильників. Тираж цього альбому був дуже великий і попит на нього постійно зростав. Незабаром було випущено декілька синглів: «Hyper! Hyper!», «Move Your Ass», «Friends», «Endless Summer», які стали хітами серед прогресивної молоді. Гурт зайняв своє почесне місце серед безлічі відомих колективів.

### 1998–2002
У багатьох відомих гуртах трапляються конфлікти, деякі колективи розпадаються, а інших залишають учасники. Ось і цей колектив пережив одну з цих подій. Після виходу п'ятого альбому «Rough & Tough & Dangerous — The Singles 94—98» з синглом «No Fate» в 1998 році, їх покинув клавішник Ferris Bueller, що вирішив зайнятися сольною кар'єрою (пройшло небагато часу, як з'явився його сингл «Girl» і відеокліп на нього). А на його місце прийшов не менш талановитий Axel Coon, на якого ліг основний вантаж з музично-технічного оснащення студії гурту. З нього почався «другий розділ» в історії гурту Scooter і новий альбом — «No Time To Chill». У цьому ж році, в серпні, H.P. Baxxter одружився зі своєю давньою подружкою Kathy, з якою був знайомий з грудня 1994 року.

### 2002–2006
І ось настав 2003 рік, і прийшов час відкрити третю частину творчості гурту Scooter. Це відбулося з виходом з гурту Axel Coon'a. На його місце прийшов досить відомий німецький DJ на ім'я Jay Frog. І вже з його участю з'явилися альбоми «The Stadium Techno Experience», «Mind The Gap», «Who's Got The Last Laugh Now?».

### 2006-2014
14 серпня 2006 Jay Frog пішов з гурту заради сольної кар'єри. Його місце зайняв Michael Simon. Так розпочалася четверта частина творчості цього гурту.

### 2014-2018
У січні 2014 року з гурту йде Rick J. Jordan,   який був учасником з початку існування Scooter. Його місце займає Філіп Шпайзер. Це початок 5-ої глави в творчості гурту, який відзначений одноіменним альбомом "The Fifth Chapter".

### 2019-2022
В кінці 2018 року гурт залишає Філ Шпайзер. Його місце посідає Етник Зарарі. Щоправда, з цим участником гурт не записує жодного нового синглу та альбому. Етник Зарарі залишає гурт за півроку у березні 2019. Новим "третім" учасником гурту стає Себастьян Шильде. Саме цей період називається шостою главою творчості Scooter.

### 2023-сьогодення
У кінці 2022 року гурт залишають майже одночасно одразу два учасника: Себастьян Шильде та Майкл Сімон. У січні 2023 року до складу гурту повертається колишній учасник в 2002-2006 роках Джей Фрог та приходить новий учасник Марк Блоу. Почалась сьома глава творчості ...

## Склад

### Теперішній
- Ейч Пі Бакстер (Hans-Peter Geerdes)
- Марк Блоу
- Джей Фрог
- Єнс Теле

### Минулий
- Ферріс Бюллер (Soren Buhler),1993–1998
- Аксель Кун (Axel Broszeit), 1998–2002
- Джей Фрог (Jurgen Frosch), 2002–2006
- Рік Джордан (Hedrick Stedler),1993–2014
- Філ Шпайзер, 2014-2018

- Себастьян Шильде, 2019-2022

- Етник Зарарі, 2018-2019

Всі у свій час залишали гурт заради сольної кар'єри.

## Дискографія

### Альбоми
- …And The Beat Goes On! (1995)
- Our Happy Hardcore (1996)
- Wicked! (1996)
- Age Of Love (1997)
- No Time To Chill (1998)
- Back to the Heavyweight Jam (1999)
- Sheffield (2000)
- We Bring The Noise! (2001)
- The Stadium Techno Experience (2003)
- Mind the Gap (2004)
- Who's Got The Last Laugh Now? (2005)
- The Ultimate Aural Orgasm (2007)
- Jumping All Over the World (2007)
- Under the Radar Over the Top (2009)
- The Big Mash Up (2011)
- Music for a Big Night Out (2012)
- The Fifth Chapter (2014)
- Ace (2016)
- Scooter Forever (2017)
- God Save the Rave (2021)
- Open Your Mind and Your Trousers (2024)